# Meromyzobia flava
Meromyzobia flava är en stekelart som beskrevs av William Harris Ashmead 1900. Meromyzobia flava ingår i släktet Meromyzobia och familjen sköldlussteklar. Inga underarter finns listade i Catalogue of Life.